# Борец сомнительный
Боре́ц сомнительный (лат. Aconitum ambiguum) — многолетнее травянистое растение, вид рода Борец (Aconitum) семейства Лютиковые (Ranunculaceae).

## Распространение и экология
Ареал вида охватывает Восточную Сибирь и Монголию.
Произрастает на лугах, сфагновых болотах и в тенистых зарослях по берегам горных рек.

## Ботаническое описание
Корневище в виде двух продолговатых клубней длиной 10—25 мм и толщиной 3—4 мм. Стебель высотой 40—90 см и толщиной около 3 мм, круглый, блестящий, голый, прямой, в верхней части иногда слегка вьющийся.
Листья голые, длиной 0,3—0,6 см, шириной 0,5—0,9 см, рассечены до основания на пять—семь клиновидно-ланцетных сегментов с ясно выступающей главной жилкой, ширина среднего сегмента в нерасчленённой части 6—9 мм, каждый сегмент распадается на две—три ланцетные или линейно-ланцетные доли шириной 3—5 мм. Нижние стеблевые листья на черешках длиной 4—8 см, верхние почти сидячие.
Соцветие — очень рыхлая конечная 2—9-цветоквая кисть. Цветки фиолетовые, длиной 18—26 мм, шириной 12—15 мм. Шлем полушаровидно-конический, высотой 9—12 мм, длиной 15—20 мм, шириной на уровне носика 12—16 мм; боковые доли околоцветника почти круглые или слабо неравнобокие, длиной 12—15 мм, шириной 11—15 мм, снаружи голые, с внутренней стороны с редкими волосками, по краям ресничатые; нижние доли длиной 10—12 мм, шириной 3—6 мм, тонкие, голые, по краям ресничатые.

## Таксономия
Вид Борец сомнительный входит в род Борец (Aconitum) трибы Живокостные (Delphinieae) подсемейства Лютиковые (Ranunculoideae) семейства Лютиковые (Ranunculaceae) порядка Лютикоцветные (Ranunculales).
|  |                       |  |                                               |                                               |                                         |  | ещё четыре подсемейства (согласно Системе APG II) | ещё четыре подсемейства (согласно Системе APG II) |                                           |  |  |  | ещё 2 рода              | ещё 2 рода             |  |  |
|  |                       |  |                                               |                                               |                                         |  | ещё четыре подсемейства (согласно Системе APG II) | ещё четыре подсемейства (согласно Системе APG II) |                                           |  |  |  | ещё 2 рода              | ещё 2 рода             |  |  |
|  |                       |  |                                               | семейство Лютиковые                           |                                         |  |                                                   |                                                   | триба Живокостные                         |  |  |  |                         | вид Борец сомнительный |  |  |
|  |                       |  |                                               | семейство Лютиковые                           |                                         |  |                                                   |                                                   | триба Живокостные                         |  |  |  |                         | вид Борец сомнительный |  |  |
|  | порядок Лютикоцветные |  |                                               |                                               | подсемейство Лютиковые (Ranunculoideae) |  |                                                   |                                                   | род Борец, или Аконит                     |  |  |  |                         |                        |  |  |
|  | порядок Лютикоцветные |  |                                               |                                               |                                         |  |                                                   |                                                   |                                           |  |  |  |                         |                        |  |  |
|  |                       |  | ещё десять семейств (согласно Системе APG II) | ещё десять семейств (согласно Системе APG II) |                                         |  |                                                   | ещё восемь триб (согласно Системе APG II)         | ещё восемь триб (согласно Системе APG II) |  |  |  | ещё от 250 до 300 видов |                        |  |  |
|  |                       |  |                                               | ещё десять семейств (согласно Системе APG II) |                                         |  |                                                   |                                                   | ещё восемь триб (согласно Системе APG II) |  |  |  |                         |                        |  |  |